# Wigan Athletic Football Club 2016-2017
Questa voce raccoglie le informazioni riguardanti il Wigan Athletic Football Club nelle competizioni ufficiali della stagione 2016-2017.

## Rosa 2016-2017
| N. |                             | Ruolo | Calciatore       |
| -- | --------------------------- | ----- | ---------------- |
| 1  | Ungheria (bandiera)         | P     | Ádám Bogdán      |
| 2  | Inghilterra (bandiera)      | D     | Reece James      |
| 3  | Inghilterra (bandiera)      | D     | Jake Buxton      |
| 4  | Inghilterra (bandiera)      | C     | David Perkins    |
| 5  | Inghilterra (bandiera)      | D     | Donervon Daniels |
| 6  | Inghilterra (bandiera)      | C     | Max Power        |
| 7  | Inghilterra (bandiera)      | C     | Alex Gilbey      |
| 9  | Irlanda del Nord (bandiera) | A     | Will Grigg       |
| 10 | Inghilterra (bandiera)      | C     | Nathan Byrne     |
| 11 | Francia (bandiera)          | C     | Gabriel Obertan  |
| 12 | Inghilterra (bandiera)      | D     | Kyle Knoyle      |
| 13 | Inghilterra (bandiera)      | D     | Andy Kellett     |
| 14 | Spagna (bandiera)           | C     | Jordi Gómez      |
| 15 | Inghilterra (bandiera)      | C     | Jordan Flores    |
| 16 | Inghilterra (bandiera)      | C     | Shaun MacDonald  |
| 17 | Inghilterra (bandiera)      | C     | Michael Jacobs   |

| N. |                        | Ruolo | Calciatore         |
| -- | ---------------------- | ----- | ------------------ |
| 18 | Inghilterra (bandiera) | A     | Kaiyne Woolery     |
| 20 | Galles (bandiera)      | D     | Craig Morgan       |
| 21 | Galles (bandiera)      | A     | Craig Davies       |
| 22 | Finlandia (bandiera)   | P     | Jussi Jääskeläinen |
| 23 | Inghilterra (bandiera) | D     | Stephen Warnock    |
| 25 | Inghilterra (bandiera) | C     | Nick Powell        |
| 28 | Danimarca (bandiera)   | P     | Jakob Haugaard     |
| 29 | Inghilterra (bandiera) | D     | Luke Burke         |
| 32 | Inghilterra (bandiera) | D     | Reece Wabara       |
| 33 | Inghilterra (bandiera) | D     | Dan Burn           |
| 35 | Scozia (bandiera)      | P     | Matthew Gilks      |
| 37 | Inghilterra (bandiera) | C     | Josh Laurent       |
| 39 | Scozia (bandiera)      | A     | Mikael Mandron     |
| 43 | Inghilterra (bandiera) | C     | Marcus Browne      |
| 47 | Inghilterra (bandiera) | C     | James Weir         |
|    | Inghilterra (bandiera) | C     | Jamie Hanson       |